# Isla de Corvo
La isla de Corvo (en portugués, ilha do Corvo; tradicionalmente en español y en desuso, isla del Cuervo) es la isla más pequeña del archipiélago de las Azores, Portugal, estando situada en el grupo occidental de islas, sobre la placa Norteamericana, al norte de la isla de Flores. La isla ocupa una superficie de 17,13 km² y mide 6,5 km de largo por 4 km de ancho. Dista de la isla de Flores 6 millas náuticas. Su capital es Vila do Corvo.

## Etimología
En los mapas genoveses del siglo XV se menciona la Insula Corvi Marini (la isla de los cuervos marinos o cormoranes). Aunque es poco probable que esta designación se refiriera específicamente a esta isla, este nombre es el origen del nombre de la isla. En un principio parece que fue una designación para las dos islas del Grupo Occidental del archipiélago (Flores y Corvo). Ambas fueron descubiertas por Diogo de Teive en el regreso de su segundo viaje de exploración (1452), estando muy próximas. En tiempos de Enrique el Navegante fue isla de Santa Iria. También se conoció como "Islote de las Flores" (Iléu das Flores) y también "Isla del Marco" (Ilha do Marco), porque el monte del Caldeirão servía como referencia geográfica a los marineros.

## Geografía

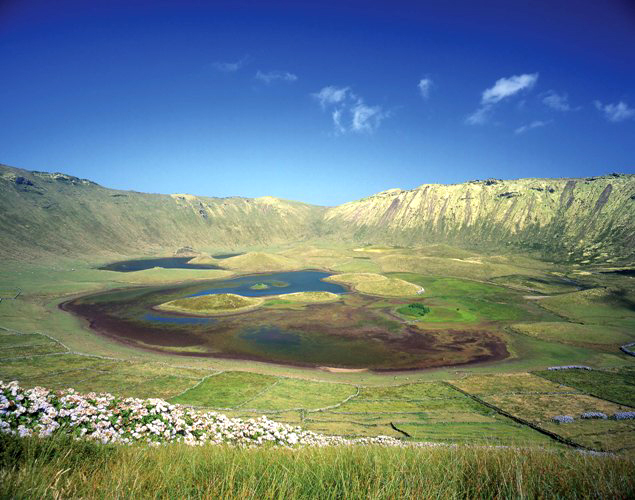
Lagunas del Caldeirão (principal volcán de la isla).

La isla está formada por una montaña volcánica extinguida, el Monte Gordo de 770 metros de altura. 
Los acantilados escarpados dominan las zonas costeras, con excepción del margen sur que se compone de antiguos flujos de lava. Los acantilados occidentales, con una pendiente casi vertical, se elevan 700 metros sobre el nivel del mar; son unas de las principales elevaciones costeras del Atlántico. Los restos del antiguo volcán se conservan parcialmente en los flancos meridional y oriental de la isla (que conservan altitudes entre 500 y 700 metros sobre el nivel del mar). Además de la erosión marina, la isla es erosionada constantemente por los fuertes vientos del noreste y del oeste. En el sur, los conos secundarios de ceniza, como Coroínha, Morro da Fonte, Grotão da Castelhana y Coroa do Pico, están bien preservados con poca erosión. La última erupción tuvo lugar hace unos 80-100.000 años en las inmediaciones de Vila Nova do Corvo.
En el extremo noreste, a lo largo de la Ponta Torrais, hay dos pequeños islotes, Ilhéu dos Torrais y el Ilhéu do Torrão, además de varios arrecifes submarinos que son peligrosos para la navegación. A finales de octubre de 2012, tras varios días de precipitaciones excesivas, se produjo un derrumbe que derribó rocas a lo largo de la esquina noroccidental de la isla, dando lugar a la formación de pequeños islotes que se transformaron progresivamente en una península y finalmente en una fajana.
Corvo presenta una densidad forestal muy baja (menos del 0,6 %), lo que corresponde a un área de 1 hectárea, subrayando las siguientes especies: cedro de las Azores, criptomeria y laurel.
Esta isla fue declarada en el mes de septiembre de 2007 como Reserva de la Biosfera por la UNESCO, tras una candidatura presentada a tal fin por el Gobierno Regional de las Azores. Esta importante clasificación confirma la calidad de la biosfera de esta isla, que es muy variada, poseyendo una rica variedad de biotopos típicos de la Macaronesia.

## Historia

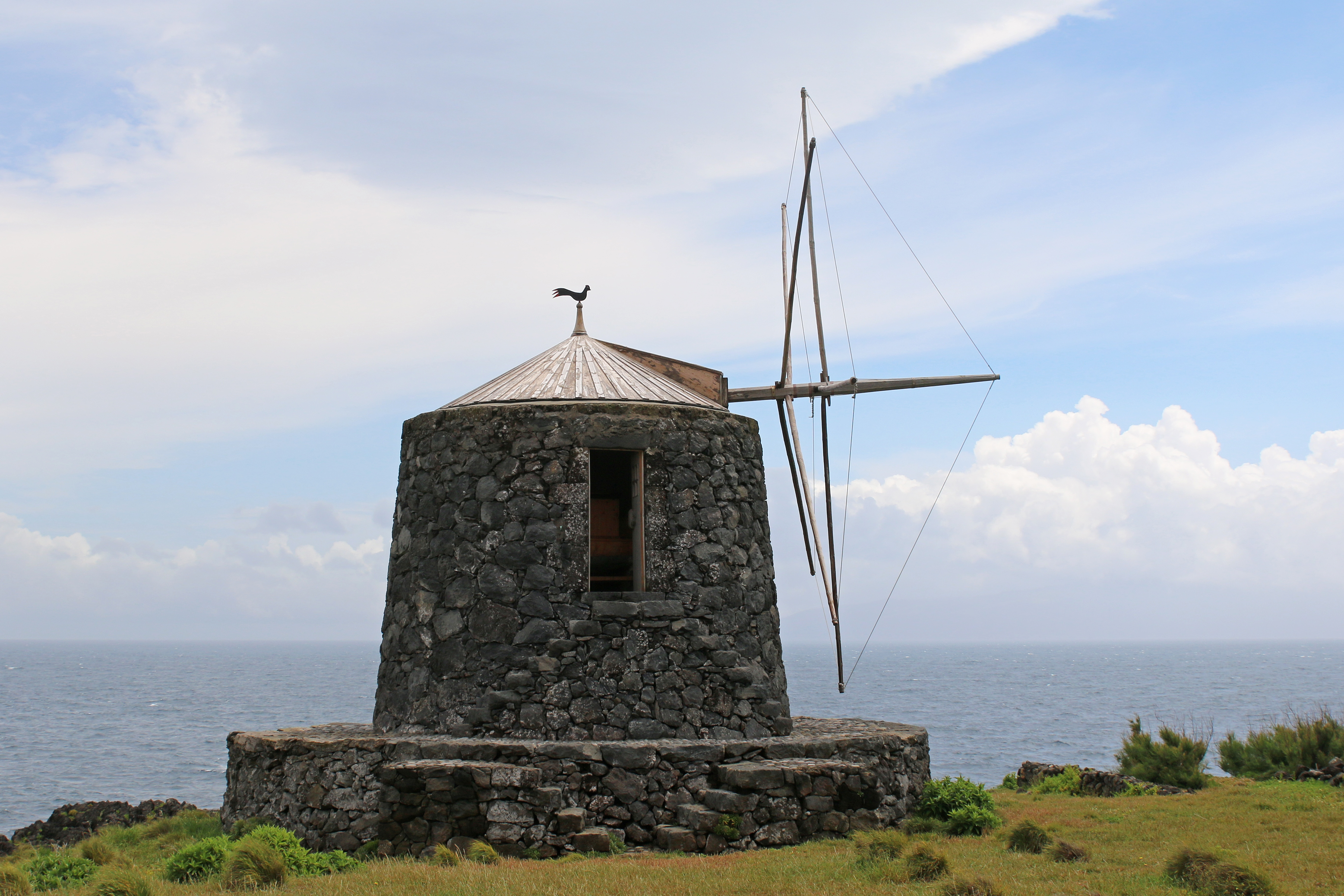
Molino de viento del en Corvo.

El 12 de noviembre de 1548, Gonçalo de Sousa, 2.º Capitán donatario de las islas de Flores y de Corvo, fue autorizado para enviar a la isla esclavos (mulatos probablemente originarios de la Isla de San Antón, Cabo Verde) como agricultores y ganaderos. El poblamiento inicial de la isla comenzó con el envío de una expedición de 30 personas, dirigidas por Antão Vaz de Azevedo, originario de Isla Terceira. Hacia 1580 se establecieron en la isla colonos de Flores. 
En 1587, Corvo fue saqueada y las casas quemadas por corsarios ingleses que también atacaron Lajes das Flores. En el año 1632 la isla sufrió dos tentativas de desembarco de piratas argelinos pero fueron rechazados por la población local.
En el siglo XIX comenzó la emigración hacia Estados Unidos y Canadá. 
Los habitantes vivieron en un gran aislamiento durante muchos siglos, siendo la villa de Corvo el municipio más aislado de Portugal. Durante el invierno no existen conexiones marítimas regulares con Flores aunque en verano llega a haber varias conexiones al día que tardan unos 45 minutos entre Santa Cruz das Flores y Vila de Corvo. Con el inicio del tráfico aéreo el 27 de abril de 1972 los habitantes empezaron a sentirse menos aislados del mundo. En la actualidad hay conexiones con Santa Cruz das Flores, Horta y Lajes (Isla Terceira) tres veces por semana.

## Clima
Al igual que muchas de las otras islas de las Azores, el clima es oceánico-húmedo, con 915,7 mm de precipitación anual y generalmente el tiempo es ventoso. Las temperaturas medias en Vila do Corvo son de 17,6 °C, con una variación entre 14 °C en febrero a 20 °C en agosto. En las mayores elevaciones la niebla es común y casi permanente. Debido a la agitación marítima, especialmente en la costa occidental, hay erosión elevada a lo largo de la costa. La humedad relativa es del 74 % en octubre y el 85 % en junio, cuando la niebla es más frecuente.

## Población, demografía y política
La isla de Corvo tiene una estructura de asentamiento muy diferente a las demás islas de las Azores, solo teniendo un paralelo en el lugar de Ponta Ruiva y en algunos pequeños pueblos de la costa oeste de la isla de Flores. En lugar del asentamiento tradicional a lo largo de las vías de comunicación, en una estructura dispersa pero orientada, Vila do Corvo enclavada en el acantilado que delimita Porto da Casa, asumiendo una estructura de alta densidad habitacional, basada en callejones pequeños, más característicos de los asentamientos medievales, que del asentamiento renacentista del Nuevo Mundo.
Cabe señalar que al oeste de la carretera que pasa de Porto en Jogo da Bola, solo hay edificios recientes, la gran mayoría de los cuales son del último cuarto del siglo XX. Esta preferencia por una población de alta densidad, que obligaba a hombres y animales (cerdos y gallinas) a compartir un mismo espacio, sin dejar siquiera tierra para las tradicionales huertas y patios traseros, parece estar determinada por dos condiciones: la pequeñez del terreno y su propiedad (lo que explica poco, ya que al oeste del pueblo había un amplio espacio); y factores culturales y la búsqueda de un cobijo común en un entorno azotado por los vientos, lo que explica el parecido con Ponta Ruiva, aunque algunos autores también afirman que era una forma de protección frente a los piratas, ya que las calles estrechas eran demasiado fáciles de defender.
Cualesquiera que sean los factores determinantes, Vila do Corvo presenta todas las características de un pueblo de montaña, aunque esté construido junto al mar, y una estructura urbana que apunta más al norte de África que a la Europa renacentista.

## Economía
El sector primario es la principal área de actividad económica de la isla. La actividad agrícola ocupa aproximadamente el 17,5 % del área de la isla. El cultivo se practica en pequeñas fincas, especialmente cultivos forrajeros, cultivos permanentes de patata y cítricos, cultivos temporales de cereales para grano - especialmente maíz, cultivos hortícolas intensivos, prados, pastos permanentes y prados temporales.
La ganadería es la principal actividad económica del sector primario, en la que el ganado vacuno, porcino y aves de corral son las principales especies reproductoras. El queso y los productos lácteos son los principales productos. La pesca también es importante.

## Conservación del medio ambiente y la naturaleza
Corvo tiene una densidad forestal muy baja - 0,6 %, lo que corresponde a una superficie de 1 hectárea, destacando las siguientes especies: cedro arbustivo, criptomeria y laureles.
El municipio está comenzando a invertir en el turismo (sector terciario), ofreciendo las principales actividades y atractivos turísticos de la isla en barco, buceo, pesca submarina, senderos en la isla, con énfasis en la subida al Caldeirão. Hay buenas condiciones de alojamiento en la isla, con una unidad hotelera moderna recientemente inaugurada.
Esta isla fue declarada en septiembre de 2007 Reserva de la Biosfera por la UNESCO, a raíz de una solicitud presentada a tal efecto por el Gobierno Regional de las Azores. Esta importante clasificación confirma la calidad de la biosfera de esta isla, que es muy variada y tiene una rica variedad de biotopos típicos macaronesios. Esta clasificación fue aprobada por la Oficina del Consejo Internacional para la Coordinación del programa de la UNESCO, que se reunió en París.